# Tulipa orithyioides
Tulipa orithyioides är en liljeväxtart som beskrevs av Aleksei Ivanovich Vvedensky. Tulipa orithyioides ingår i släktet tulpaner, och familjen liljeväxter. Inga underarter finns listade.